# Lapis Trubieckoj
Lapis Trubieckoj (ros. Ляпис Трубецкой; biał. Ляпіс Трубяцкі, Lapis Trubiacki) – białoruska grupa rockowa, założona w 1990 roku w Mińsku przez Siarhieja Michałoka.
W początkowym okresie działalności zespół wypracował charakterystyczne brzmienie na pograniczu rocka i popu, nawiązując często zarówno w warstwie muzycznej, jak i w humorystycznych tekstach do białoruskiej, rosyjskiej i radzieckiej kultury popularnej. Wydany w 1998 roku album Ty kinuła przyniósł grupie rozpoznawalność i popularność również w Rosji, na Ukrainie i w innych krajach byłego ZSRR.
Po okresie muzycznych eksperymentów i zmian w życiu osobistym Michałoka Lapis Trubieckoj prezentował, począwszy od premiery płyty Kapitał w 2007 roku, odbiegający od dotychczasowego styl. Cięższa, inspirowana punk rockiem i ska muzyka korespondowała z ostrzejszymi tekstami, nierzadko pełnymi politycznej satyry i krytyki. Konsekwencją społecznego zaangażowania zespołu był nałożony nań przez władze Białorusi wiosną 2011 roku nieoficjalny zakaz koncertowania na terenie tego kraju. Po występie na scenie Euromajdanu w grudniu 2013 roku odwołana została także większość planowanych koncertów grupy w Rosji, od tego czasu zespół występował głównie na Ukrainie.
1 września 2014 roku Lapis Trubieckoj zakończył swoją działalność z powodu wyczerpania artystycznej formuły zespołu. W jego miejsce założone zostały przez dotychczasowych członków formacje Brutto i Trubetskoy, nawiązujące do dorobku i repertuaru rozwiązanej grupy. Ponadto od kwietnia 2016 roku część jej byłych muzyków z Siarhiejem Michałokiem na czele koncertuje pod nazwą Lapis 98, wykonując największe przeboje dawnego zespołu. W marcu 2022 roku lider grupy Lapis Trubieckoj poinformował o jej reaktywacji.
Piosenki zespołu tworzone były przede wszystkim w języku rosyjskim, w późniejszym okresie część utworów pisana była także po białorusku (większość z nich zebrana została w 2013 roku na kompilacji Hraj). Lapis Trubieckoj wykonywał ponadto pojedyncze piosenki anglo-, ukraińsko- i polskojęzyczne.

## Historia

### Początki (1990–1996)
Grupa powstała w lutym 1990 roku z inicjatywy studenta Białoruskiego Instytutu Kultury Siarhieja Michałoka, późniejszego lidera, wokalisty i autora tekstów większości piosenek zespołu. Pierwszy skład uzupełnili gitarzysta basowy Dzmitryj Swirydowicz, gitarzysta Rusłan Uładyka oraz perkusista Alaksiej Lubawin. Nazwa zespołu pochodzi od nazwiska i pseudonimu jednego z drugoplanowych bohaterów popularnej w czasach ZSRR książki Ilji Ilfa i Jewgienija Pietrowa „Dwanaście krzeseł”, poety Nicefora Lapisa. Lapis Trubieckoj swój pierwszy koncert zagrał na festiwalu „Try Kolery 1990” w Mińsku. W początkowym okresie aktywność grupy miała charakter wyłącznie sceniczny, a członkowie spotykali się jedynie na potrzeby koncertów.
Działalność zespołu zintensyfikowała się od chwili rozpoczęcia współpracy z późniejszym wieloletnim dyrektorem grupy Jauhienem Kałmykauem w 1994 roku. W tym samym roku w ramach festiwalu „Next Stop New Life” odbyła się pierwsza trasa koncertowa zespołu po Białorusi. Sukcesy odnoszone na koncertach skłoniły grupę do zarejestrowania występu w Teatrze Alternatywnym w Mińsku, który ukazał się jako kaseta pod tytułem Lubowi kapiec! – Live '95. Album ten nie odniósł jednak sukcesu – pierwotnie sprzedano zaledwie 20 ze 100 wydanych egzemplarzy.
W 1996 roku zespół został zauważony przez Jauhiena Kraucoua, który zaproponował muzykom sesję nagraniową w mińskim studiu Mezzo Forte. Do grupy dołączyli wówczas trębacz Jahor Dryndzin, skrzypek i wokalista Wital Drazdou, waltornista Pawieł Kuziukowicz oraz gitarzysta Alaksandr Rołau. Owocem sesji był pierwszy studyjny album Ranietoje sierdce, który odniósł na Białorusi duży sukces – do końca 1996 roku sprzedano 15 tys. jego egzemplarzy. Jesienią zespół nagrał w Mińsku jeszcze jeden album koncertowy, Smiarotnaje wiasielle. Na ceremonii wręczenia białoruskich nagród muzycznych „Rok-karanacyja-96” Lapis Trubieckoj zwyciężył w trzech kategoriach (najlepszy zespół, najlepszy album – Ranietoje sierdce, najlepsze teksty).

### Sukces komercyjny (1997–2001)
W 1997 roku zespół przeniósł się do Moskwy, gdzie powstał album Ty kinuła, na którym znalazły się zarówno stare, jak i premierowe utwory. Płyta w styczniu 1998 roku została wydana w Rosji przez wytwórnię Sojuz. Podczas jej nagrywania z zespołu odeszli Alaksandr Rołau i Wital Drazdou, a także Aleh Łado, którego w roli basisty zastąpił Waler Baszkou, a następnie Dzmitryj Swirydowicz. Do składu grupy dołączył wówczas drugi wokalista Pawieł Bułatnikau, były członek mińskiego duetu Licej. Pod koniec 1997 roku nakręcony został teledysk do piosenki „Au”, pierwszy wideoklip w historii zespołu. Został on wykonany poprzez obróbkę komputerową zdjęć członków grupy wykonanych aparatem Zenit oraz dzięki użyciu plastelinowej animacji.
Album Ty kinuła przyniósł grupie wielki sukces w Rosji i innych krajach Wspólnoty Niepodległych Państw. Wiosną 1998 roku Lapis Trubieckoj rozpoczął pierwszą od półtora roku trasę po Białorusi. W sierpniu 1998 roku dzięki inicjatywie wytwórni Sojuz i Jauhiena Kraucoua została wydana składanka nagrań archiwalnych Lubowi kapiec: archiwnyje zapisi 1992–1995. W rosyjskich stacjach radiowych hitem stał się cover piosenki Olega Kwaszy „Zielenogłazoje taksi”, wydany oryginalnie na Białorusi na albumie Ranietoje sierdce.

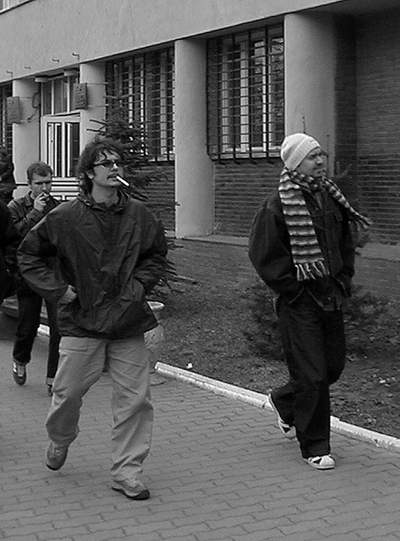
Uładyka, Bułatnikau i Michałok wiosną 2001 roku

Pod koniec 1998 roku zespół nagrał w Moskwie album Krasota, który został wydany 12 maja 1999 roku. Jesienią tego roku Lapis Trubieckoj powrócił do aktywnej działalności koncertowej. W 1999 roku ukazał się album Lapisdens ze zremiksowanymi piosenkami grupy, jednak sami muzycy zespołu Lapis Trubieckoj nie byli zaangażowani w jego tworzenie. W styczniu 2000 roku w studiu białoruskiej telewizji państwowej w Mińsku grupa nagrała album Tiażkij, który wydała następnie w maju rosyjska wytwórnia Real Records. Wywołał on mieszane reakcje wśród fanów zespołu i w mediach. W tym samym roku studio Sojuz dokonało reedycji albumu Krasota pod nową nazwą Wsiem diewczonkam nrawitsia..., na której znalazły się dodatkowo trzy premierowe utwory. W międzyczasie ukazała się również kaseta VHS pod tą samą nazwą, zawierająca nagrania z koncertów zespołu oraz wypowiedzi członków zespołu.
W marcu 2001 roku muzycy grupy Lapis Trubieckoj zainicjowali powstanie stowarzyszenia twórczego „Dieti sołnca” oraz wytwórni muzycznej o tej samej nazwie. Latem tego samego roku został nagrany klip do piosenki „Soczi”, który podobnie jak zaprezentowany wiosną teledysk do utworu „Gołubi” cieszył się dużą popularnością. Oba utwory promowały wydany we wrześniu 2001 roku album Junost', który okazał się komercyjnym sukcesem. Zespół zaczął wówczas regularnie koncertować. Tuż po wydaniu nowej płyty Siarhiej Michałok przyznał, że po komercyjnej porażce, jaką okazał się Tiażkij, zastanawiał się nad rozwiązaniem grupy i rozpoczęciem kariery solowej. Wkrótce zespół opuścił perkusista Alaksiej Lubawin, który grał w Lapisie Trubieckim od początku jego istnienia, a w jego miejsce do grupy dołączył Alaksandr Starażuk.

### Eksperymenty ze stylami muzycznymi (2002–2005)
Lapis Trubieckoj rozpoczął pracę nad kolejnym albumem jesienią 2002 roku. Od stycznia 2003 roku muzycy pracowali w kijowskim studiu Jewhena Stupki, a następnie w mińskim studiu Siełach. Dwie z sześciu zapisanych wówczas piosenek zostały w maju opublikowane na eksperymentalnym maxi singlu Czyrwony kalsony, na którym znalazły się także ich remiksy autorstwa zaprzyjaźnionych artystów. Ostatecznym rezultatem ponad rocznej pracy zespołu był album Zołotyje jajcy, wydany w kwietniu 2004 roku. Lapis Trubieckoj odszedł na nim od swego dotychczasowego stylu, humorystycznego pop-rocka, na rzecz reggae i ska. Przed wydaniem płyty opublikowano klipy do piosenek „Raińka” i „Zołotyje jajcy”, zaś w sierpniu do utworu „Pocztaliony”. W tym samym okresie lider zespołu Siarhiej Michałok zmienił swój wizerunek – ogolił głowę, a jakiś czas później także wąsy, zaczął się również aktywnie zajmować sportem.
W latach 2004–2005 Lapis Trubieckoj stworzył ścieżki dźwiękowe do serialu „Mużcziny nie płaczut” oraz filmu „Poslednij zaboj” – produkcji wyreżyserowanych przez Rosjanina Siergieja Bobrowa. Piosenki w stylu rosyjskiego szansonu stworzone na potrzeby tych filmów znalazły się na wydanym w marcu 2006 roku albumie Mużcziny nie płaczut. Latem 2005 roku zespół rozpoczął pracę w studiu nad kolejnym krążkiem. Pierwsze nowe piosenki – „Andriusza” oraz „Chare” jeszcze przed ich nagraniem zostały zaprezentowane słuchaczom na festiwalu Naszestwie oraz podczas koncertów w Kazachstanie i w Rosji.

### TrylogiaAgitpop(2006–2010)
W pierwszej połowie 2006 roku do zespołu na krótko powrócił Dzmitryj Swirydowicz, który zastąpił w roli gitarzysty basowego Uładzimira Jołkina. W takim składzie grupa ponownie rozpoczęła trasę koncertową oraz rozpoczęła prace nad kolejnym albumem studyjnym, nagrywając cztery nowe utwory. W grudniu 2006 roku w miejsce Swirydowicza do zespołu zaangażowano Dzianisa Sturczankę. W nowej konfiguracji Lapis Trubieckoj zarejestrował kolejne kompozycje, w tym „Kapitał”, który został wybrany na tytułową piosenkę przyszłego albumu.

W kwietniu 2007 roku w Internecie pojawił się animowany klip do piosenki „Kapitał”, w którym Michałok został ukazany jako wielorękie bóstwo ze świnką-skarbonką w miejscu serca, podróżujące na niezwykłym zwierzęciu po całym świecie. W krótkim czasie piosenka osiągnęła dużą popularność, a teledysk został nagrodzony na licznych festiwalach. Album Kapitał, wydany pod koniec kwietnia, był pierwszym wydawnictwem grupy, na którym znalazły się utwory z tekstami komentującymi sytuację społeczno-polityczną. Tournée promujące nową płytę rozpoczęło się 1 maja 2007 roku prezentacją albumu w klubie Apielsin w Moskwie i trwało do maja kolejnego roku. Koncert w moskiewskim klubie Toczka z 29 września 2007 roku został zarejestrowany i wydany jako pierwsze w historii zespołu koncertowe DVD w lutym 2008 roku. 

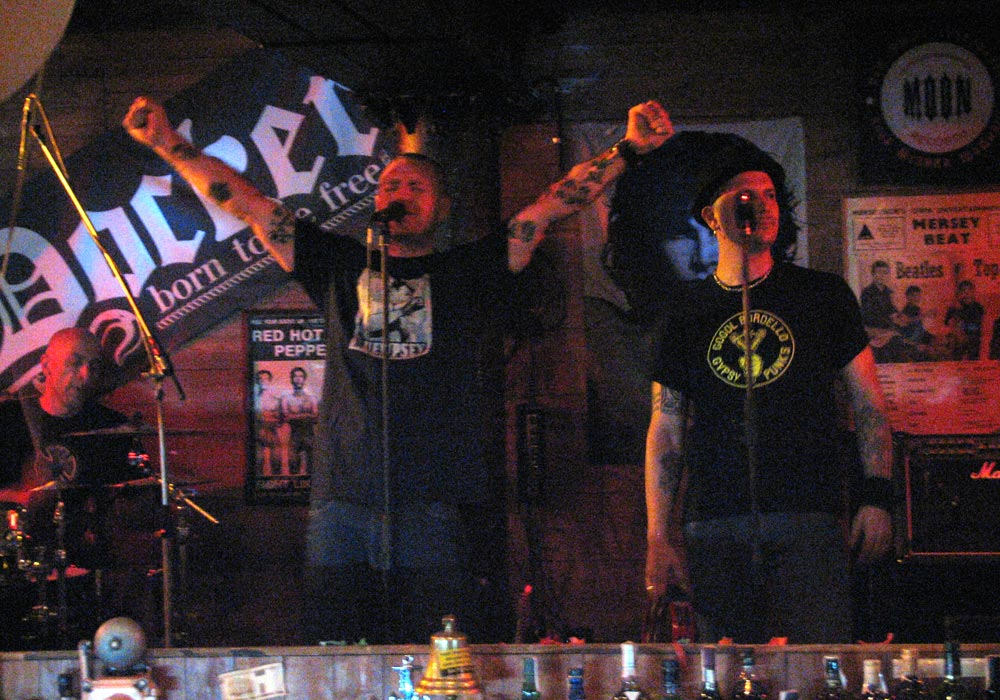
Lapis Trubieckoj podczas koncertu w Docker Pub w Kijowie, 23 sierpnia 2008 roku

Lapis Trubieckoj rozpoczął pracę nad kolejnym albumem w styczniu i kontynuował ją do września 2008 roku. Na występach w pierwszej połowie roku muzycy zaprezentowali publiczności część nowych utworów. Początkowo wydanie nowego krążka pod tytułem Manifest zaplanowane było na październik, jednakże w nieoczekiwanym i bezprecedensowym dla sceny muzycznej byłego ZSRR ruchu 25 września 2008 roku zespół udostępnił swój album za darmo w Internecie na portalach Tut.by, Afisha.ru i Afisha.ua. Wraz z albumem w sieci zaprezentowany został także teledysk do piosenki „Żłob”. 30 września 2008 został on wydany na płytach CD przez wytwórnię Nikitin. Trasa koncertowa promująca nową płytę rozpoczęła się 14 września występem dla białoruskiej publiczności w witebskim Letnim Amfiteatrze, w kolejnych trzech miesiącach grupa zagrała szereg koncertów w Rosji.

Z początkiem 2009 roku Lapis Trubieckoj został uhonorowany nagrodą „ZD-Awards” dla grupy roku w Rosji i otrzymał analogiczny tytuł na białoruskiej „Rok-karanacyi”, a także zdobył nagrodę „Czartowa diużina” za teledysk roku do utworu „Ogońki”. 9 marca zespół wystąpił w Pałacu Sportu w Mińsku, gdzie zaprezentował dwie kompozycje z powstającego nowego albumu Kultproswiet. 27 marca ukazał się Album DVD Parad-Alle z kolekcją klipów grupy. W wydaniu rozszerzonym znalazły się także albumy Kapitał oraz Manifest, wzbogacone o dodatkowe utwory. W maju zespół koncertował na Białorusi, a następnie odbył swoje pierwsze tournée po Stanach Zjednoczonych i Kanadzie. Latem 2009 roku muzycy wystąpili na kilku festiwalach w Rosji, na Białorusi i na Łotwie. W tym samym okresie zespół zakończył prace nad nową płytą, której wydanie zostało zaplanowane na 1 września 2009 roku. Jednak podobnie jak w przypadku poprzedniego albumu, także Kultproswiet został na kilka dni przed premierą wersji kompaktowej udostępniony przez grupę do darmowego pobrania w internecie. 

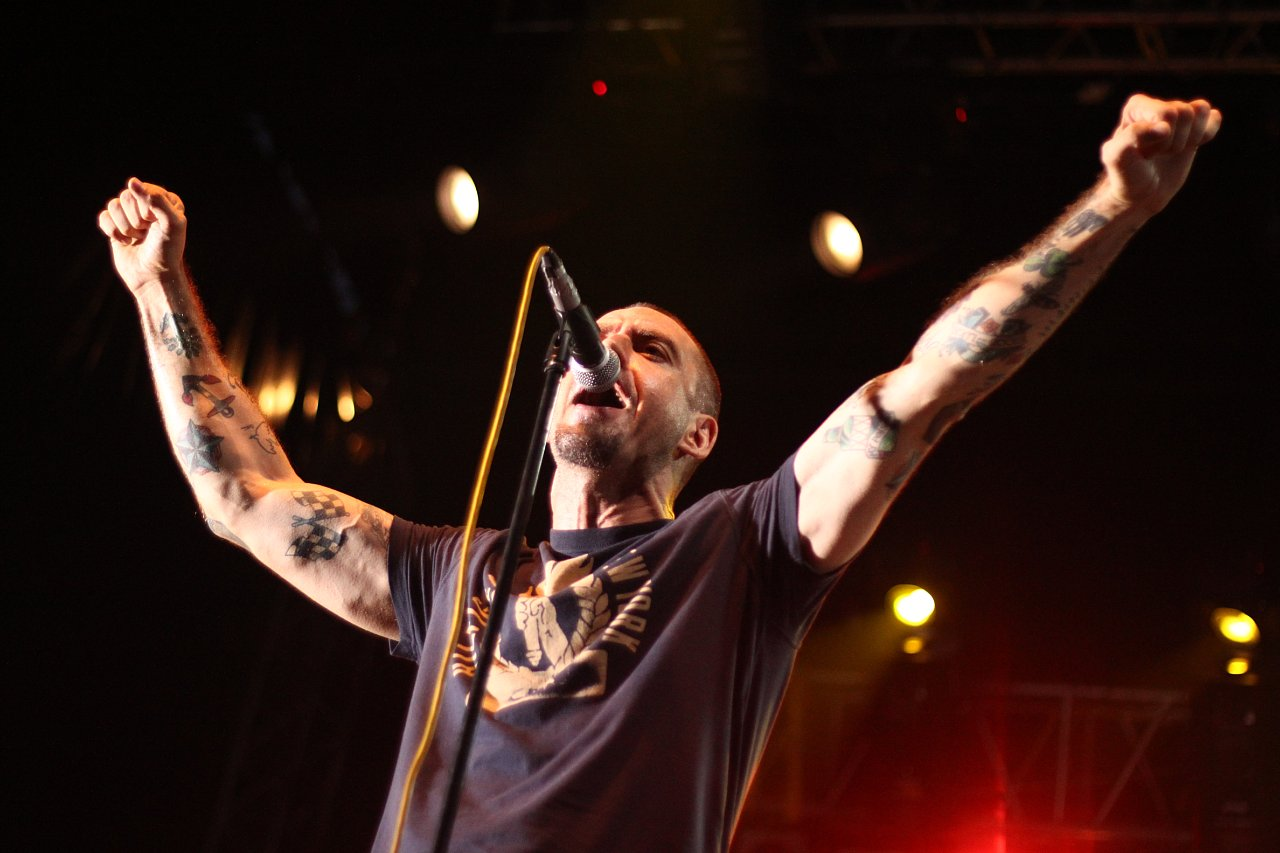
Lider zespołu na festiwalu „Dobrofiest 2010”

28 października 2009 roku Lapis Trubieckoj zdobył na ceremonii rozdania rosyjskich nagród muzyki alternatywnej „RAMP 2009” dwie statuetki – w kategorii klip roku za „Ogońki” oraz dla grupy roku. W grudniu grupa wzięła udział w obchodach czterdziestolecia formacji Maszyna Wriemieni, występując na jubileuszowym koncercie w Moskwie oraz nagrywając własną studyjną wersję piosenki „Skworiec”. W czerwcu 2010 roku we współpracy z wydawnictwem Eastblok Music Lapis Trubieckoj wydał w Niemczech kompilację Agitpop, na której obok szesnastu wybranych utworów z ostatnich trzech albumów studyjnych grupy znalazły się także remiksy utworu „Kapitał” autorstwa Igora Wdowina i Noize MC. Wydawnictwo promowała krótka trasa koncertowa zespołu po Niemczech i Holandii. Latem 2010 roku grupa wystąpiła na głównej scenie węgierskiego festiwalu Sziget oraz była główną gwiazdą festiwali Dobrofiest w Rosji i Kubana na Łotwie. t
W październiku 2010 roku trębacza Pawła Kuziukowicza zastąpił Uładzisłau Sienkiewicz. 5 listopada 2010 roku Lapis Trubieckoj wydał w internecie nowy maxi singel Swiaszczennyj ogoń, składający się z trzech nowych utworów, wśród których znalazł się cover piosenki grupy Komitiet Ochrany Tiepła z gatunku roots reggae – „Afrika”. Wydawnictwo poświęcone było pamięci lidera tego zespołu Siergieja Biełousowa, który zmarł dzień wcześniej.

### Końcowy okres działalności (2011–2014)
1 lutego 2011 roku grupa udostępniła w sieci nowy singel, Ja wieriu, do którego 14 lutego zaprezentowany został teledysk. 10 lutego grupa rozpoczęła trasę koncertową promującą nowy album Wiesiołyje kartinki, który ukazał się 9 marca w internecie, a 14 marca na płytach CD. Wiosną 2011 roku Lapis Trubieckoj znalazł się według niezależnych białoruskich portali informacyjnych na nieoficjalnej, stworzonej przez władze liście artystów i zespołów, którym uniemożliwiana jest działalność twórcza na Białorusi, tzw. czarnym spisie. Z powodu obecności na „indeksie” odwołane zostały zaplanowane na marzec i kwiecień występy zespołu na Białorusi. Z racji problemów w ojczyźnie grupa zmuszona była koncertować wyłącznie poza jej granicami, głównie na Ukrainie i w Rosji. 30 marca 2011 roku muzycy po raz pierwszy wystąpili w Polsce na koncercie w warszawskiej Stodole, zaś w lipcu 2011 roku zagrali w Łodzi. W maju 2011 roku zespół opuścił perkusista Alaksandr Starażuk, a jego miejsce zajął Dzianis Szurau, grający dotychczas w białoruskim zespole Biez Bileta. W październiku przeciw liderowi grupy wszczęto na Białorusi postępowanie za publiczną obrazę prezydenta Alaksandra Łukaszenki, jednak prokuratura ostatecznie nie dopatrzyła się naruszenia prawa ze strony Michałoka.
W listopadzie 2011 roku w sieci ukazał się klip do piosenki „Nie być skotam” do słów wiersza Janki Kupały „Chto ty hetki?”. Utwór zapowiadający nowy album w krótkim czasie stał się jednym z hymnów białoruskiej opozycji. W marcu 2012 roku Lapis Trubieckoj otrzymał rosyjską nagrodę muzyczną „Czartowa diużina” w kategoriach najlepszy wykonawca, tekst piosenki oraz teledysk roku. Wydana 1 maja 2012 roku płyta Rabkor wyróżniła się na tle poprzednich dokonań zespołu ciężkim brzmieniem, częstym wykorzystaniem rapowanych partii wokalnych oraz szczególnie ostrymi, politycznymi tekstami. W 2012 roku Lapis Trubieckoj zagrał ponad sto koncertów i wystąpił na wielu festiwalach w Rosji i krajach ościennych. Pod koniec roku skompilowano nagrania z tournée „Rabkor” i wydano je jako album Rabkor Live, wydany w formie kompaktowej w limitowanym nakładzie i niedostępny w normalnej sprzedaży. 8 lutego 2013 roku odbyła się premiera filmu koncertowego Rabkor Live, na który podobnie jak na album muzyczny złożyły się fragmenty różnych występów w ramach minionej trasy koncertowej.

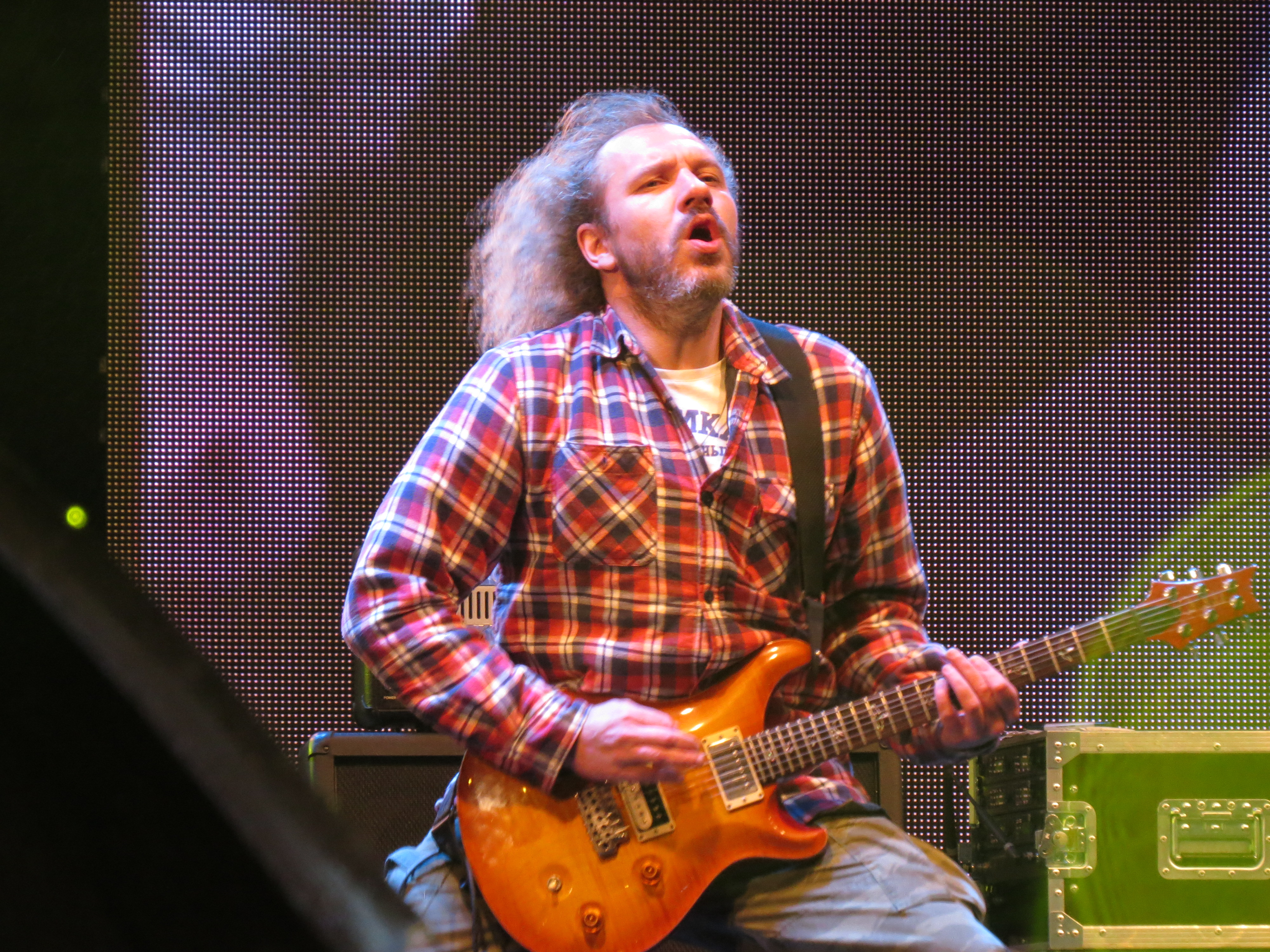
Rusłan Uładyka podczas koncertu-mityngu Aleksieja Nawalnego w Moskwie, 6 września 2013 roku

20 lutego 2013 roku zespół opublikował wideoklip do piosenki „Lyapis Crew”, który promował trasę koncertową o tej samej nazwie, rozpoczętą 1 marca 2013 roku występem w Kazaniu. W maju 2013 roku w sieci pojawił się teledysk do utworu „Tancuj”, zapowiadającego nowy album mający się ukazać na początku 2014 roku. 24 lipca 2013 roku Lapis Trubieckoj ogłosił rozpoczęcie kampanii crowdfundingowej, której efektem było wydanie w 2014 roku serii trzech tribute albumów z coverami zespołu pod wspólną nazwą Lyapis Crew: TRUbjut. 6 września 2013 roku grupa wystąpiła na koncercie-mityngu wyborczym kandydata na mera Moskwy Aleksieja Nawalnego. 16 października Lapis Trubieckoj we współpracy z grupą Caribace wydał mini-album z remiksami Oldi. Serёnity Dub dla uczczenia pamięci nieżyjącego lidera zespołu Komitiet Ochrany Tiepła. 1 listopada 2013 roku ukazała się kompilacja Hraj, na której znalazły się wyłącznie białoruskojęzyczne utwory grupy – dziesięć dotychczas znanych oraz dwa premierowe. 30 listopada zespół zaprezentował album na koncercie w Wilnie, którego transmisja w internecie na portal Tut.by przyciągnęła rekordową publiczność. 7 grudnia grupa wystąpiła na scenie Euromajdanu w Kijowie, wspierając protestujących przeciwko reżimowi Wiktora Janukowycza. Wykonana przez zespół piosenka „Woiny swieta” stała się jednym z hymnów protestów, a nieoficjalny wideoklip do utworu stworzony przez fana na podstawie nagrań z Euromajdanu został odtworzony na portalu YouTube ponad 19 milionów razy (stan na 6 czerwca 2018 roku).
23 grudnia 2013 roku Siarhiej Michałok ogłosił w nagraniu opublikowanym na oficjalnym profilu grupy na portalu YouTube, że 1 marca 2014 roku ukaże się nowy album zespołu zatytułowany Matrioszka. Wcześniej, 3 lutego 2014 roku, ukazał się teledysk do tytułowej piosenki z nowej płyty. 17 marca 2014 roku Siarhiej Michałok poinformował, że 1 września grupa ulegnie samorozwiązaniu. Wiosną i latem zespół odbył pożegnalne trasy koncertowe, w ramach których wystąpił między innymi w Polsce podczas imprezy „Solidarni z Białorusią” w Warszawie 11 kwietnia 2014 roku. Część zaplanowanych koncertów grupy na terenie Rosji nie doszła do skutku z uwagi na kontrowersje związane ze wsparciem przez Siarhieja Michałoka dla zmian politycznych na Ukrainie oraz jego rzekomą antyrosyjską retorykę. Swój ostatni koncert Lapis Trubieckoj zagrał 29 sierpnia 2014 roku w Petersburgu. 31 sierpnia oficjalna strona internetowa zespołu poinformowała o zakończeniu jego działalności po dwudziestu czterech latach aktywności.

### Rozpad i reaktywacja (2014–)
1 września 2014 roku ujawnione zostały plany dotychczasowych członków grupy Lapis Trubieckoj co do działalności po jej rozwiązaniu. Siarhiej Michałok powołał do życia zespół Brutto, którego członkami zostali między innymi basista Dzianis Sturczanka i perkusista Dzianis Szurau, a od 2016 roku również członkowie sekcji dętej Uładzisłau Sienkiewicz i Iwan Hałuszka. Natomiast drugi wokalista Pawieł Bułatnikau i gitarzysta Rusłan Uładyka wspólnie z byłym perkusistą Alaksandrem Starażukiem (a także basistą Krambambuli Alesiem-Franciszkiem Myszkiewiczem) założyli formację Trubetskoy. Dwa lata później część muzyków Brutto założyła zespół Lapis 98, który wykonuje na koncertach największe hity grupy Lapis Trubieckoj.
20 marca 2022 roku na kanale zespołu Brutto pojawiło się nagranie, w którym Siarhiej Michałok poinformował o reaktywacji zespołu Lapis Trubieckoj. W składzie grupy znaleźli się członkowie Lapis 98 i Brutto – oprócz Michałka są to gitarzysta Pawieł Wialiczka, basista Aleś-Franciszak Myszkiewicz, saksofonista Andrej Baryła oraz perkusista Alaksandr Starażuk. Pierwszy koncert odrodzonego zespołu, będący częścią europejskiej trasy koncertowej, wspierającej ofiary rosyjskiej inwazji na Ukrainę, odbył się 8 kwietnia 2022 roku w Rydze. W ramach tournée Lapis Trubieckoj wystąpił m.in. w krajach bałtyckich, Polsce, Niemczech, Czechach i na Słowacji.

## Skład

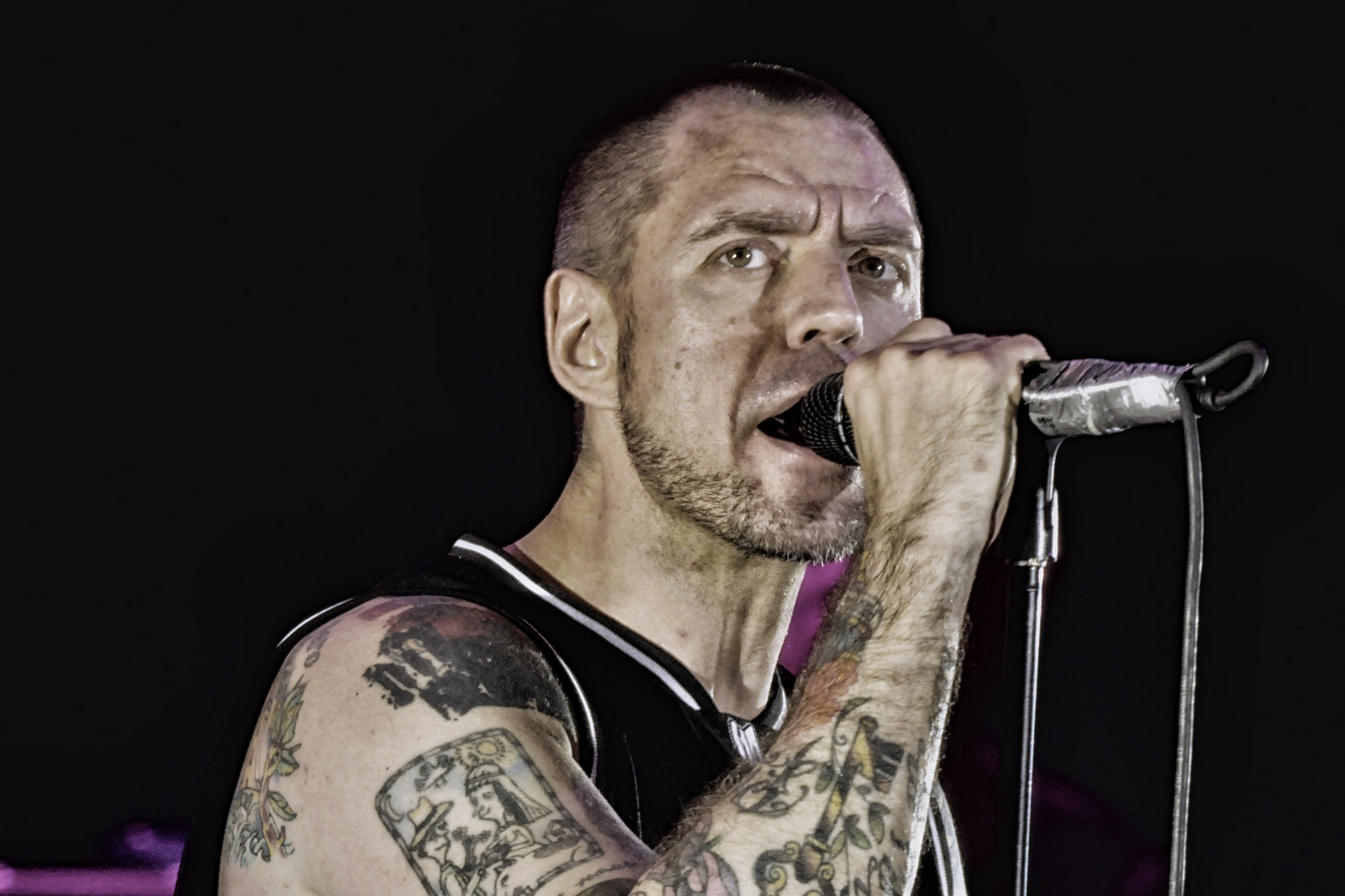
Siarhiej Michałok (2014)

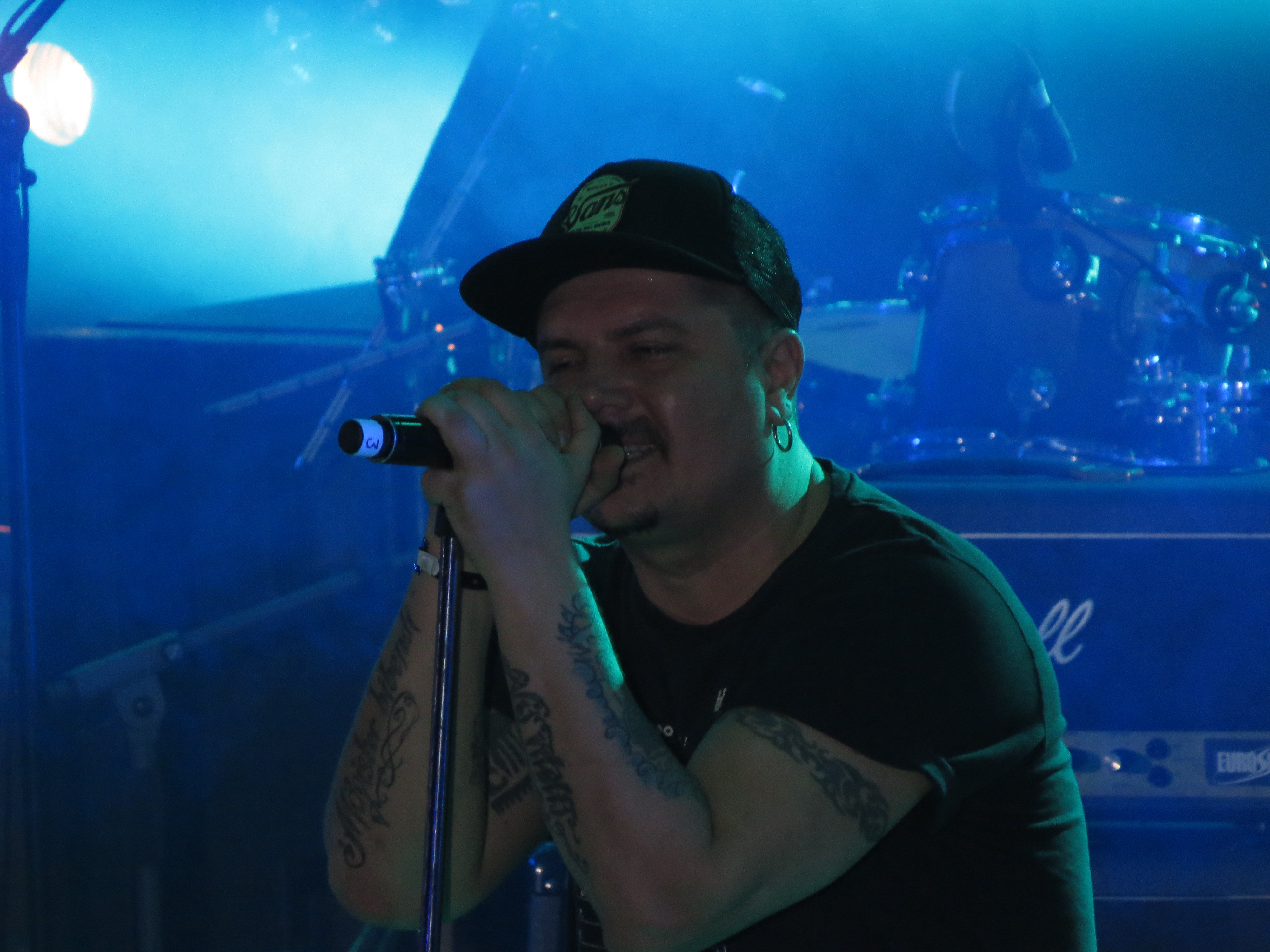
Pawieł Bułatnikau (2014)

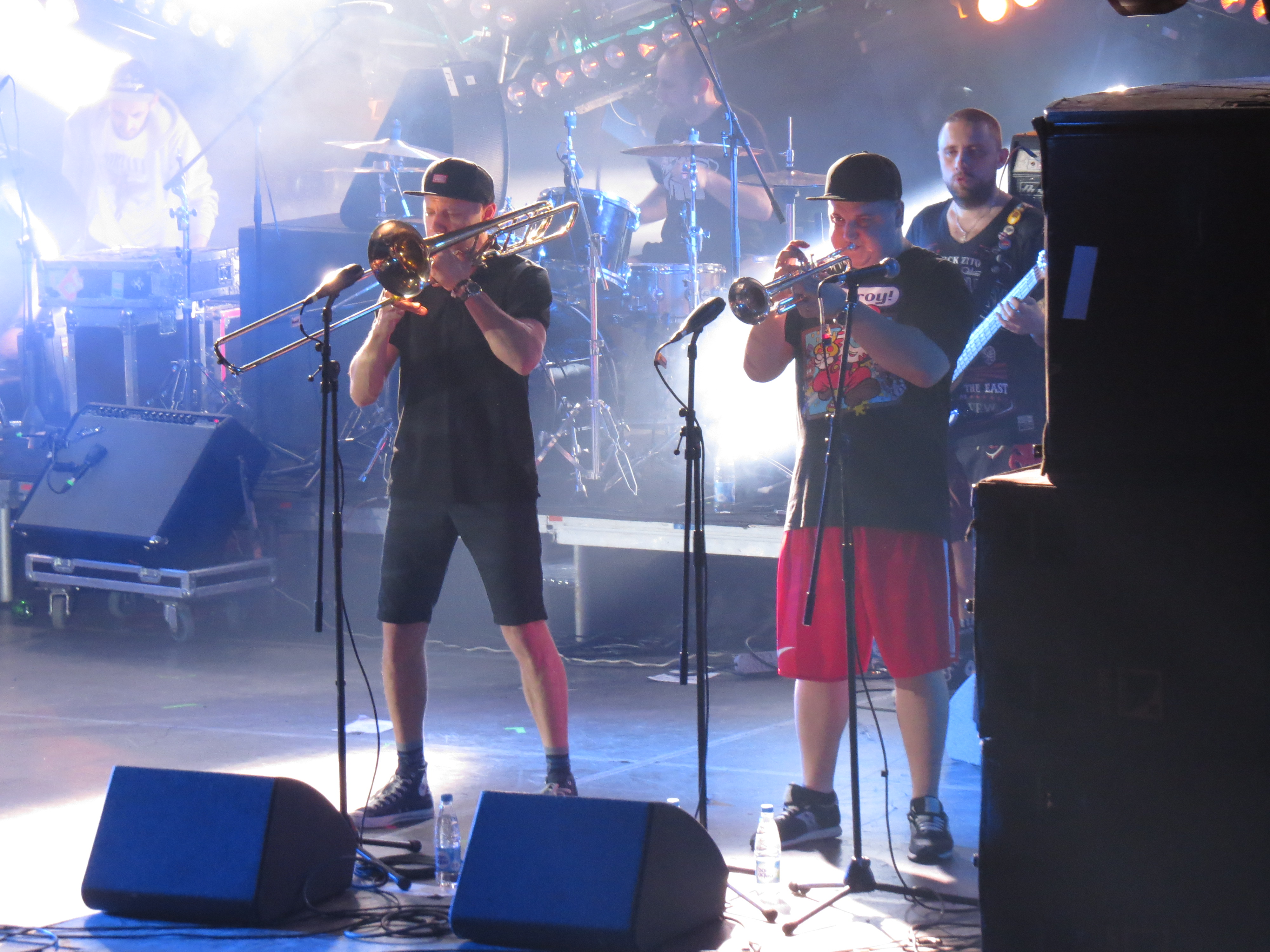
Od lewej: Hałuszka, Szurau, Sienkiewicz i Sturczanka (2014)

### Pierwszy okres działalności (1990–2014)

#### Ostatni skład
- Siarhiej Michałok – wokal (1990—2014), akordeon (1990—1999), gitara (1998—2005)
- Pawieł Bułatnikau – wokal, tamburyn (1997—2014)
- Rusłan Uładyka – gitara (1990—2014), akordeon, klawisze
- Dzianis Sturczanka – gitara basowa (2006—2014)
- Uładzisłau Sienkiewicz – waltornia, trąbka, chórki (2010—2014)
- Iwan Hałuszka – puzon, chórki (2000—2014)
- Dzianis Szurau – instrumenty perkusyjne (2011—2014)

#### Personel techniczny
- Andrej Babrouka – technik dźwięku
- Alaksandr Laszkiewicz – technik dźwięku (koncerty)
- Dzmitryj Babrouka – technik sceny
- Alaksandr Biergier – PR-manager

#### Byli członkowie
- Alaksiej Zahoryn – saksofon (1990—1991)
- Dzmitryj Swirydowicz – gitara basowa (1990—1994, 1997—2001, 2003—2004, 2006)
- Alaksiej Lubawin – perkusja (1990—2001)
- Juryj Zadziran – gitara (1994—1995)
- Aleh Uscinowicz – gitara basowa (1994—1995)
- Alaksandr Rołau – wokal, gitara (1994—1997)
- Aleh Łado – gitara basowa (1995—1996)
- Wital Drazdou – skrzypce (1995—1997)
- Jahor Dryndzin – trąbka (1995—2004)
- Waler Baszkou – gitara basowa (1996—1997)
- Pawieł Kuziukowicz – waltornia (1996—2004), trąbka (2004—2010)
- Аlaksiej Zajcau – gitara basowa (2001—2003)
- Alaksandr Starażuk – perkusja (2001—2011)
- Uładzimir „Jołkin” Ehlicis – gitara basowa (2004—2006)[123]

### Drugi okres działalności (2022–)

#### Obecny skład
- Siarhiej Michałok – wokal (od 2022)
- Pawieł Wialiczka – gitara (od 2022)
- Aleś-Franciszak Myszkiewicz – gitara basowa (od 2022)
- Andrej Baryła – saksofon (od 2022)
- Alaksandr Starażuk – instrumenty perkusyjne (od 2022)

## Dyskografia

### Albumy studyjne
| Rok  | Dane dot. albumu |
| ---- | --- |
| 1996 | Ranietoje sierdce - Oryginalna pisownia tytułu: Ранетое сердце - Data wydania: czerwiec 1996 - Wydawca: Satis               |
| 1998 | Ty kinuła - Oryginalna pisownia tytułu: Ты кинула - Data wydania: 30 stycznia 1998 - Wydawca: Sojuz                         |
| 1999 | Krasota - Oryginalna pisownia tytułu: Красота - Data wydania: 14 maja 1999 - Wydawca: Sojuz                                 |
| 2000 | Tiażkij - Oryginalna pisownia tytułu: Тяжкий - Data wydania: 15 maja 2000 - Wydawca: Real Records                           |
| 2001 | Junost' - Oryginalna pisownia tytułu: Юность - Data wydania: 15 września 2001 - Wydawcа: Grand Records                      |
| 2004 | Zołotyje jajcy - Oryginalna pisownia tytułu: Золотые яйцы - Data wydania: 22 kwietnia 2004 - Wydawcа: Sojuz                 |
| 2006 | Mużcziny nie płaczut - Oryginalna pisownia tytułu: Мужчины не плачут - Data wydania: 15 lutego 2006 - Wydawcа: Birds Fabric |
| 2007 | Kapitał - Oryginalna pisownia tytułu: Капитал - Data wydania: 30 kwietnia 2007 - Wydawcа: Nikitin                           |
| 2008 | Manifest - Oryginalna pisownia tytułu: Manifest - Data wydania: 25 września 2008 - Wydawcа: Nikitin                         |
| 2009 | Kultproswiet - Oryginalna pisownia tytułu: Культпросвет - Data wydania: 1 września 2009 - Wydawcа: Soyuz Music              |
| 2011 | Wiesiołyje kartinki - Oryginalna pisownia tytułu: Весёлые картинки - Data wydania: 9 marca 2011 - Wydawcа: Soyuz Music      |
| 2012 | Rabkor - Oryginalna pisownia tytułu: Рабкор - Data wydania: 1 maja 2012 - Wydawcа: Yandex Muzyka                            |
| 2014 | Matrioszka - Oryginalna pisownia tytułu: Матрёшка - Data wydania: 1 marca 2014 - Wydawcа: Soyuz Music                       |

### Kompilacje
| Rok  | Dane dot. albumu |
| ---- | --- |
| 1998 | Lubowi kapiec: archiwnyje zapisi 1992–1995 - Oryginalna pisownia tytułu: Любови капец: архивные записи 1992–1995 - Data wydania: sierpień 1998 - Wydawcа: Sojuz |
| 2000 | Wsiem diewczonkam nrawitsia... - Oryginalna pisownia tytułu: Всем девчонкам нравится... - Data wydania: styczeń 2000 - Wydawcа: Sojuz                           |
| 2009 | Parad-Alle - Oryginalna pisownia tytułu: Парад-Алле - Data wydania: 27 marca 2009 - Wydawcа: Nikitin                                                            |
| 2010 | Agitpop - Data wydania: 26 czerwca 2010 - Wydawcа: Eastblok Music                                                                                               |
| 2013 | Hraj - Oryginalna pisownia tytułu: Грай - Data wydania: 1 listopada 2013 - Wydawcа: Soyuz Music                                                                 |
| 2016 | Łuczszeje za wsie gody - Oryginalna pisownia tytułu: Лучшее за все годы - Data wydania: 28 października 2016 - Wydawcа: Soyuz Music                             |

### Albumy koncertowe
| Rok  | Dane dot. albumu |
| ---- | --- |
| 1995 | Lubowi kapiec – Live '95 - Oryginalna pisownia tytułu: Любови капец! – Live '95 - Data wydania: czerwiec 1995 - Wydawcа: Satis |
| 1997 | Smiarotnaje wiasielle - Oryginalna pisownia tytułu: Смяротнае вяселле - Data wydania: marzec 1997 - Wydawcа: Fobos             |
| 2012 | Rabkor Live - Oryginalna pisownia tytułu: Рабкор Live - Data wydania: 29 grudnia 2012 - Wydawcа: Soyuz Music                   |

### Albumy z remiksami nagrań zespołu
| Rok  | Tytuł               | Pisownia oryginalna   | Wydawca  |
| ---- | ------------------- | --------------------- | -------- |
| 1999 | Lapisdens           | «Ляписдэнс»           | Sojuz    |
| 2001 | Lapisdens-2         | «Ляписдэнс-2»         | Sojuz    |
| 2010 | Puls epochi Remixed | «Пульс эпохи Remixed» | Internet |

### Single
| Rok  | Tytuł              | Pisownia oryginalna | Wydawca            |
| ---- | ------------------ | ------------------- | ------------------ |
| 2003 | Czyrwony kalsony   | «Чырвоны кальсоны»  | Birds Fabric       |
| 2010 | Swiaszczennyj ogoń | «Священный огонь»   | Single internetowe |
| 2010 | Hraj!              | «Грай!»             | Single internetowe |
| 2011 | Nie być skotam     | «Не быць скотам»    | Single internetowe |
| 2013 | Tancuj             | «Танцуй»            | Single internetowe |
| 2013 | Miesiac            | «Месяц»             | Single internetowe |
| 2013 | Tank               | «Танк»              | Single internetowe |
| 2013 | Matrioszka         | «Матрёшка»          | Single internetowe |
| 2015 | Impierija dobra    | «Империя добра»     | Single internetowe |

## Teledyski
| Rok  | Tytuł                            | Pisownia oryginalna           | Reżyser                               |
| ---- | -------------------------------- | ----------------------------- | ------------------------------------- |
| 1997 | „Au”                             | „Ау”                          | Aleksiej Terechow, Maksim Tyminko     |
| 1998 | „W płatje biełom”                | „В платье белом”              | Borys Diedieniow                      |
| 1998 | „Ty kinuła”                      | „Ты кинула”                   | Borys Diedieniow                      |
| 1999 | „Rozoczka”                       | „Розочка”                     | Aleksiej Terechow, Maksim Tyminko     |
| 1999 | „Jabłoni”                        | „Яблони”                      | Igor Paszkiewicz                      |
| 2000 | „Drużban”                        | „Дружбан”                     | Dieti Sołnca                          |
| 2000 | „Po allejam”                     | „По аллеям”                   | Gieorgij Delijew                      |
| 2000 | „Sport proszoł”                  | „Спорт прошёл”                | Jewgienij Mitrofanow                  |
| 2000 | „NŁO”                            | „НЛО”                         | Aleksiej Chackiewicz                  |
| 2001 | „Gołubi”                         | „Голуби”                      | Igor Paszkiewicz                      |
| 2001 | „Soczi”                          | „Сочи”                        |                                       |
| 2001 | „Niekrasawica”                   | „Некрасавица”                 | Jan Karpow, Aleksiej Chackiewicz      |
| 2002 | „Junost”                         | „Юность”                      | Igor Paszkiewicz                      |
| 2002 | „Gop-hip-hop (KDB mix)”          | „Гоп-хип-хоп (КДБ mix)”       | Aleksiej Chackiewicz                  |
| 2003 | „Łastoczki”                      | „Ласточки”                    | Aleksiej Chackiewicz                  |
| 2003 | „Raińka”                         | „Раинька”                     | Igor Paszkiewicz                      |
| 2004 | „Zołotyje jajcy”                 | „Золотые яйцы”                | Eduard Sidoruk, Witalij Sidoruk       |
| 2004 | „Pocztaliony”                    | „Почтальоны”                  | Kevin Jackson, Roman Wasjanow         |
| 2006 | „Andriusza”                      | „Андрюша”                     | Matwiej Saburow                       |
| 2006 | „Sajany”                         | „Саяны”                       | Igor Paszkiewicz                      |
| 2006 | „Chare”                          | „Харэ”                        | Władimir Epifanciew                   |
| 2007 | „Kapitał”                        | „Капитал”                     | Aleksiej Tieriechow                   |
| 2007 | „Kapitał”                        | „Капитал”                     | Matwiej Saburow                       |
| 2008 | „Zołotaja antiłopa”              | „Золотая антилопа”            | Dmitrij Okładnikow                    |
| 2008 | „Kiercz-2”                       | „Керчь-2”                     | Władimir Epifancew                    |
| 2008 | „Żłob”                           | „Жлоб”                        | Dieti Sołnca                          |
| 2008 | „Manifiest”                      | „Манифест”                    | Dieti Sołnca                          |
| 2008 | „Ogońki”                         | „Огоньки”                     | Aleksiej Tieriechow                   |
| 2008 | „Manifiest”                      | „Манифест”                    | Matwiej Saburow                       |
| 2008 | „Belarus Freedom”                | „Belarus Freedom”             | Maksim Siryj                          |
| 2009 | „Burewiestnik”                   | „Буревестник”                 | Matwiej Saburow, Maksim Siryj         |
| 2009 | „Swietlaczki”                    | „Светлячки”                   | Witalij Sidoruk                       |
| 2010 | „Puls epochi”                    | „Пульс эпохи”                 | Iwan Uszkow                           |
| 2010 | „Afrika”                         | „Африка”                      | Matwiej Saburow                       |
| 2011 | „Ja wieriu”                      | „Я верю”                      | Aleksiej Tieriechow                   |
| 2011 | „Ja wieriu”                      | „Я верю”                      | Ołeksandr Stekołenko                  |
| 2011 | „Kosmonawty”                     | „Космонавты”                  | Andriej Kagadiejew, Nikołaj Kopiejkin |
| 2011 | „Princessa”                      | „Принцесса”                   | Ołeksandr Stekołenko                  |
| 2011 | „Nie być skotam”                 | „Не быць скотам”              | Ołeksandr Stekołenko                  |
| 2012 | „Putinaroda”                     | „Путинарода”                  | Ołeksandr Stekołenko                  |
| 2012 | „Bronienosiec (Ty ni pri czom?)” | „Броненосец (Ты ни при чём?)” | Aleksiej Tieriechow                   |
| 2012 | „Żeleznyj”                       | „Железный”                    | Ołeksandr Stekołenko                  |
| 2012 | „Rabkor”                         | „Рабкор”                      | Aleksandr Sałtykow                    |
| 2013 | „Lyapis Crew”                    | „Lyapis Crew”                 | Ołeksandr Stekołenko                  |
| 2013 | „Tancuj!”                        | „Танцуй!”                     | Ołeksandr Stekołenko                  |
| 2013 | „Miesiac”                        | „Месяц”                       | Ołeksandr Stekołenko                  |
| 2013 | „Tank”                           | „Танк”                        | Konstantin Ładanin                    |
| 2014 | „Matrioszka”                     | „Матрёшка”                    | Andriej Kagadiejew                    |
| 2014 | „Woiny swieta”                   | „Воины света”                 | Ołeksij Karpenko                      |
| 2014 | „Woiny swieta”                   | „Воины света”                 | Aleksiej Tieriechow                   |
| 2014 | „Mołoch”                         | „Молох”                       | Artiom Krotow                         |

### Teledyski z gościnnym udziałem zespołu
| Rok  | Tytuł   | Pisownia oryginalna | Artysta  | Reżyser             |
| ---- | ------- | ------------------- | -------- | ------------------- |
| 2006 | „Oleni” | „Олені”             | TiK      | Roman Werkulicz     |
| 2010 | „Bołt”  | „Болт”              | Noize MC | Aleksiej Tieriechow |

## Nagrody i wyróżnienia
Lapis Trubieckoj był wielokrotnym laureatem organizowanych w latach 1994–2011 gal białoruskiego środowiska rockowego „Rok-karanacyja”, zdobywając w 1996 i 2008 roku tytuł grupy roku. Zespół wybierany był także kilkukrotnie najpopularniejszą formacją rockową w Rosji (2008 – ZD-Awards, 2009 – nagrody RAMP, 2011 – plebiscyt „Czartowa diużina”).
| Rok  | Festiwal/gala                                | Rezultat  | Kategoria                                           | Źródło          |
| ---- | -------------------------------------------- | --------- | --------------------------------------------------- | --------------- |
| 1996 | Rok-karanacyja                               | laur      | zespół roku                                         | [ 127 ]         |
| 1996 | Rok-karanacyja                               | laur      | album roku (Ranietoje sierdce)                      | [ 127 ]         |
| 1996 | Rok-karanacyja                               | laur      | najlepsze teksty                                    | [ 127 ]         |
| 1998 | Rok-karanacyja                               | laur      | nagroda specjalna „za zdobycie zagranicznego rynku” | [ 128 ]         |
| 1999 | Rok-karanacyja                               | nominacja | zespół roku                                         | [ 129 ]         |
| 1999 | Rok-karanacyja                               | nominacja | album roku (Krasota)                                | [ 129 ]         |
| 1999 | Rok-karanacyja                               | nominacja | piosenka roku („Jabłoni”)                           | [ 129 ]         |
| 1999 | Rok-karanacyja                               | nominacja | wideoklip roku („Rozoczka”)                         | [ 129 ]         |
| 2002 | Rok-karanacyja                               | laur      | wideoklip roku („Junost'”)                          | [ 130 ]         |
| 2006 | Rok-karanacyja                               | nominacja | projekt roku (Mużcziny nie płaczut)                 | [ 131 ]         |
| 2006 | Rok-karanacyja                               | nominacja | wideoklip roku („Andriusza”)                        | [ 132 ]         |
| 2007 | Rok-karanacyja                               | nominacja | zespół roku                                         | [ 133 ] [ 134 ] |
| 2007 | Rok-karanacyja                               | nominacja | album roku (Kapitał)                                | [ 133 ] [ 134 ] |
| 2007 | Rok-karanacyja                               | laur      | piosenka roku („Kapitał”)                           | [ 133 ] [ 134 ] |
| 2007 | Rok-karanacyja                               | laur      | wideoklip roku („Kapitał”)                          | [ 133 ] [ 134 ] |
| 2007 | Rock Alternative Music Prize                 | nominacja | piosenka roku („Kapitał”)                           | [ 135 ]         |
| 2007 | Rock Alternative Music Prize                 | laur      | wideoklip roku („Kapitał”)                          | [ 135 ]         |
| 2007 | Czartowa diużina                             | nominacja | piosenka roku („Kapitał”)                           | [ 136 ] [ 137 ] |
| 2007 | Czartowa diużina                             | nominacja | tekst roku („Kapitał”)                              | [ 136 ] [ 137 ] |
| 2007 | Czartowa diużina                             | laur      | wideoklip roku („Kapitał”)                          | [ 136 ] [ 137 ] |
| 2007 | Festiwal Sztuki Multimedialnej Multimatograf | laur      | sztuka wideo (wideoklip „Kapitał”)                  | [ 138 ]         |
| 2007 | Międzynarodowy Festiwal Teledysków ViMus     | laur      | specjalna nagroda jury (wideoklip „Kapitał”)        | [ 139 ]         |
| 2008 | Rok-karanacyja                               | laur      | zespół roku                                         | [ 140 ]         |
| 2008 | Rok-karanacyja                               | nominacja | wokalista roku (Siarhiej Michałok)                  | [ 140 ]         |
| 2008 | Rok-karanacyja                               | laur      | album roku (Manifest)                               | [ 140 ]         |
| 2008 | Rok-karanacyja                               | laur      | piosenka roku („Zoraczki”)                          | [ 140 ]         |
| 2008 | ZD-Awards (Zwukowaja dorożka MK)             | laur      | zespół roku                                         | [ 141 ] [ 142 ] |
| 2008 | ZD-Awards (Zwukowaja dorożka MK)             | laur      | wykonawca rockowy                                   | [ 141 ] [ 142 ] |
| 2008 | ZD-Awards (Zwukowaja dorożka MK)             | nominacja | album roku (Manifest)                               | [ 141 ] [ 142 ] |
| 2008 | Czartowa diużina                             | laur      | wideoklip roku („Ogońki”)                           | [ 143 ]         |
| 2008 | Stiepnoj wołk                                | laur      | wideoklip roku („Kapitał”)                          | [ 144 ]         |
| 2008 | NePopsa                                      | laur      | album roku (Manifest)                               | [ 145 ]         |
| 2008 | Międzynarodowy Festiwal Teledysków ViMus     | laur      | animacja roku (wideoklip „Ogońki”)                  | [ 146 ]         |
| 2009 | Rok-karanacyja                               | nominacja | zespół roku                                         | [ 147 ] [ 148 ] |
| 2009 | Rok-karanacyja                               | nominacja | wokalista roku (Siarhiej Michałok)                  | [ 147 ] [ 148 ] |
| 2009 | Rok-karanacyja                               | nominacja | album roku (Kultproswiet)                           | [ 147 ] [ 148 ] |
| 2009 | Rok-karanacyja                               | laur      | piosenka roku („Rużowyja akulary”)                  | [ 147 ] [ 148 ] |
| 2009 | Rok-karanacyja                               | nominacja | wideoklip roku („Buriewiestnik”)                    | [ 147 ] [ 148 ] |
| 2009 | Ultra-Music Awards                           | laur      | album roku (Kultproswiet)                           | [ 149 ]         |
| 2009 | Rock Alternative Music Prize                 | laur      | zespół roku                                         | [ 150 ] [ 151 ] |
| 2009 | Rock Alternative Music Prize                 | nominacja | album roku (Kultproswiet)                           | [ 150 ] [ 151 ] |
| 2009 | Rock Alternative Music Prize                 | nominacja | piosenka roku („Manifiest”)                         | [ 150 ] [ 151 ] |
| 2009 | Rock Alternative Music Prize                 | laur      | wideoklip roku („Ogońki”)                           | [ 150 ] [ 151 ] |
| 2009 | ZD-Awards (Zwukowaja dorożka MK)             | nominacja | wykonawca rockowy                                   | [ 152 ]         |
| 2009 | ZD-Awards (Zwukowaja dorożka MK)             | nominacja | album roku (Kultproswiet)                           | [ 152 ]         |
| 2009 | Czartowa diużina                             | nominacja | zespół roku                                         | [ 153 ]         |
| 2009 | Czartowa diużina                             | nominacja | tekst roku („Manifiest”)                            | [ 153 ]         |
| 2009 | Czartowa diużina                             | nominacja | wideoklip roku („Buriewiestnik”)                    | [ 153 ]         |
| 2009 | Stiepnoj wołk                                | nominacja | album roku (Manifest)                               | [ 154 ] [ 155 ] |
| 2009 | Stiepnoj wołk                                | nominacja | autor tekstów (Siarhiej Michałok)                   | [ 154 ] [ 155 ] |
| 2009 | Stiepnoj wołk                                | laur      | wideoklip roku („Ogońki”)                           | [ 154 ] [ 155 ] |
| 2010 | Ultra-Music Awards                           | laur      | piosenka roku („Hraj”)                              | [ 156 ]         |
| 2010 | Stiepnoj wołk                                | nominacja | autor tekstów (Siarhiej Michałok)                   | [ 157 ]         |
| 2010 | Stiepnoj wołk                                | nominacja | wideoklip roku („Buriewiestnik”)                    | [ 157 ]         |
| 2011 | Ultra-Music Awards                           | laur      | album roku (Wiesiołyje kartinki)                    | [ 158 ]         |
| 2011 | ZD-Awards (Zwukowaja dorożka MK)             | nominacja | wykonawca rockowy                                   | [ 159 ]         |
| 2011 | ZD-Awards (Zwukowaja dorożka MK)             | nominacja | koncert roku (30.09.2011 r. w Moskwie)              | [ 159 ]         |
| 2011 | Czartowa diużina                             | laur      | zespół roku                                         | [ 160 ] [ 161 ] |
| 2011 | Czartowa diużina                             | nominacja | album roku (Wiesiołyje kartinki)                    | [ 160 ] [ 161 ] |
| 2011 | Czartowa diużina                             | nominacja | piosenka roku („Ja wieriu”)                         | [ 160 ] [ 161 ] |
| 2011 | Czartowa diużina                             | laur      | tekst roku („Ja wieriu”)                            | [ 160 ] [ 161 ] |
| 2011 | Czartowa diużina                             | laur      | wideoklip roku („Ja wieriu”)                        | [ 160 ] [ 161 ] |
| 2011 | Stiepnoj wołk                                | laur      | piosenka roku („Ja wieriu”)                         | [ 162 ] [ 163 ] |
| 2011 | Stiepnoj wołk                                | nominacja | autor tekstów (Siarhiej Michałok)                   | [ 162 ] [ 163 ] |
| 2011 | Stiepnoj wołk                                | nominacja | wideoklip roku („Ja wieriu” i „Afrika”)             | [ 162 ] [ 163 ] |
| 2012 | Ultra-Music Awards                           | laur      | wideoklip roku („Bronienosiec”)                     | [ 164 ]         |
| 2012 | Czartowa diużina                             | nominacja | wokalista roku (Siarhiej Michałok)                  | [ 165 ]         |
| 2012 | Czartowa diużina                             | nominacja | koncert roku (30.09.2012 r. w Moskwie)              | [ 165 ]         |
| 2012 | Stiepnoj wołk                                | nominacja | wideoklip roku („Nie być skotam”)                   | [ 166 ]         |
| 2013 | Czartowa diużina                             | nominacja | wokalista roku (Siarhiej Michałok)                  | [ 167 ] [ 168 ] |
| 2013 | Czartowa diużina                             | laur      | koncert roku (26.10.2013 r. w Moskwie)              | [ 167 ] [ 168 ] |
| 2014 | Czartowa diużina                             | nominacja | zespół roku                                         | [ 169 ]         |
| 2014 | Czartowa diużina                             | nominacja | piosenka roku („Woiny swieta”)                      | [ 169 ]         |
| 2014 | Stiepnoj wołk                                | nominacja | album roku (Matrioszka)                             | [ 170 ] [ 171 ] |
| 2014 | Stiepnoj wołk                                | laur      | wideoklip roku („Woiny swieta”)                     | [ 170 ] [ 171 ] |
| 2014 | Stiepnoj wołk                                | nominacja | wideoklip roku („Matrioszka”)                       | [ 170 ] [ 171 ] |